# 書写
書写（しょしゃ）とは、書き写すこと。もともとは文献を一字一字、手書きで書き写して同じものを作ることを言う。学校教育における教科や単元の呼称としても用いられる。

## 学校教育における書写
学校教育の書写は「文字を正しく整えて書くこと」が目的であり、硬筆と毛筆があり、毛筆は「硬筆による書写の能力の基礎を養うよう指導」し、硬筆は「毛筆との関連を図りながら，特に取り上げて指導するよう配慮すること」とされている。
書写は、読みやすい字を、目的や必要に応じた書き方で、目的に応じた適切な速さですなわち充分に速く書く、という実用的な内容になっている。　
書写の最終的な目標は硬筆による文字を向上させることであり、毛筆も教えるがそれはあくまで硬筆の前段階という位置づけである。毛筆が最終目的ではない。
学校の教育活動全体を俯瞰すると、ノートやワークシートに書き込む、観察記録を付ける、総合的な学習等でメモ書きをする、話し合いの内容を記録したり掲示する 等々多くの場面で文字を書くことが必要となるが、書写はこのような多様な場面で、場面ごとに適切な書き方で適切な速さで書くための学習である。 
学校教育において、小学校、中学校、中等教育学校の前期課程などで、国語の言語事項（授業の一部）として行われる。
経緯、背景
1958年（昭和33年）までの小中学校の学習指導要領では「書き方」や「習字」と呼んでいたものを、その年の改訂から「書写」と呼ぶことにしたのであり、「習字」といった伝統的な用語を避けて、それまでなじみの薄かった「書写」という用語にわざわざ切り替えたのは、「習字」につきまといがちな精神主義や芸術主義や毛筆偏重の内容から脱却を図り、もっと実用的な、硬筆で日常的に文字を書くといった、現代の実際の生活に役立つ学習を目ざす意図があった。
1971年に「書写」は小学校での必修科目となった。
書写が目指すところは、次に示す硬筆書写検定の内容にも示されている。

## 書写検定の内容
1958年に学校教育でわざわざ書写という用語を使い始めた意図にも合致しているのが硬筆書写技能検定であり、その4級以上には、速書き、縦書き横書き、誤字訂正が含まれる。

## 生涯学習における「書写」

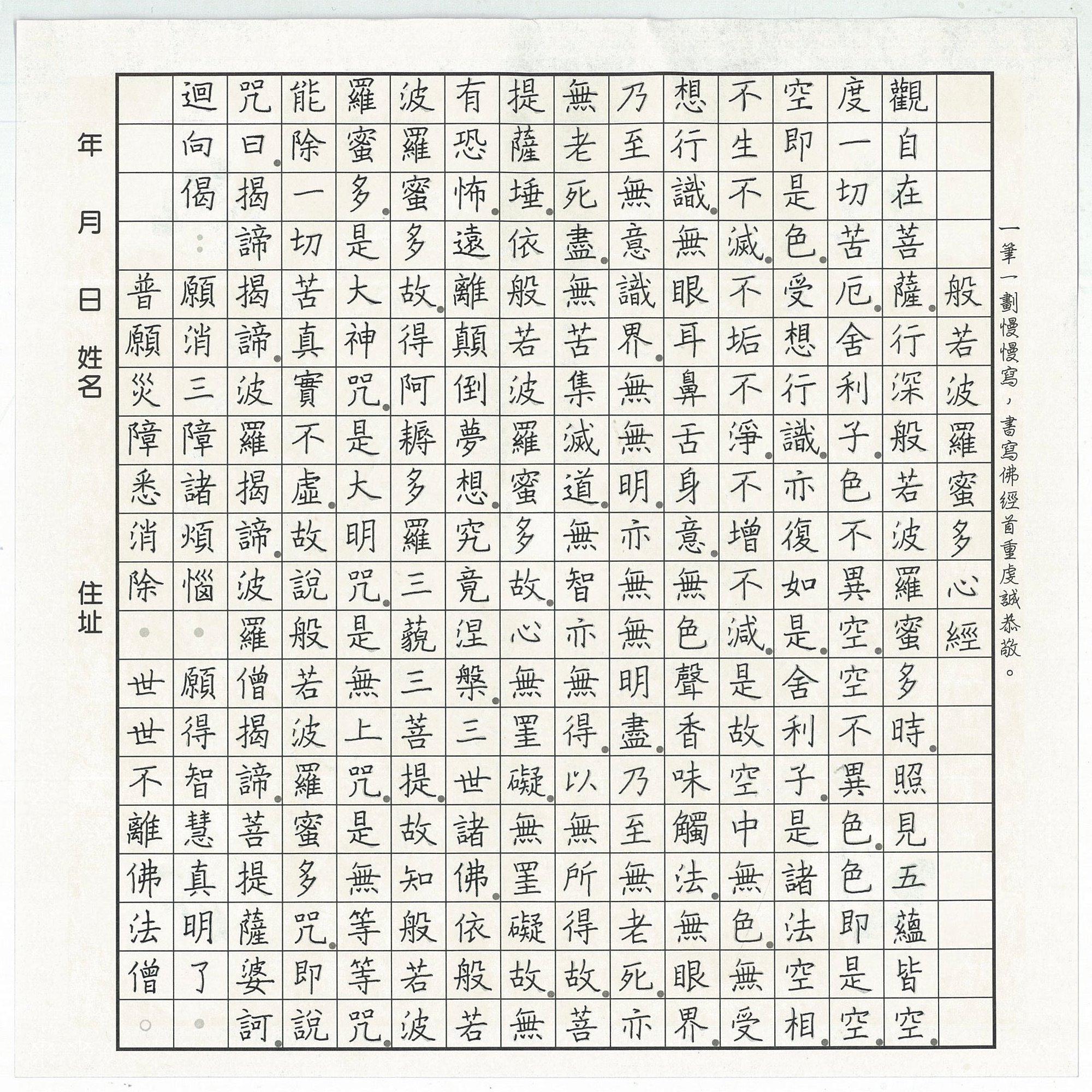
般若心経の書写

生涯学習で書写を行う人も多い。書写には硬筆もあり、始めやすく、現実の生活で役立つことが多いので意欲を維持しやすく続けやすいという長所もある。